# Totalitarisme
Totalitarisme (eller totalitært styre) er et politisk system, hvor statens ledere ikke anerkender nogen grænser for sin myndighed og forsøger at regulere alle aspekter af det offentlige og private liv, hvor det er muligt. Totalitarisme kendetegnes som regel af et sammenfald af autoritært styre (hvor almindelige borgere har ringe indflydelse på politikken) og ideologi (et omfattende sæt af værdier, som fremmes af myndighederne for at styre det meste, om ikke alt, af offentlig og privat liv).
Totalitære regimer eller bevægelser opretholder politisk magt gennem altomfattende propaganda som spredes gennem statskontrollerede massemedier, et parti som ofte præges af persondyrkelse, statslig kontrol over økonomien, regulering og indskrænkning i ytringsfrihed, masseovervågning og omfattende brug af statsterrorisme. Det er vanlig at knytte totalitarisme til massebevægelser.
Inden for politisk filosofi betegnes ofte fascisme, nazisme, kommunisme og visse former for religiøs fundamentalisme som totalitære ideologier.

## Etymologi
Udtrykket totalitarisme som betegnelse på "total" politisk magt blev formuleret i 1923 af Giovanni Amendola, som beskrev den italienske fascisme som et system, som er grundlæggende forskelligt fra andre former for diktatur Begrebet blev senere brugt i en positiv betydning af Giovanni Gentile, Italiens mest fremtrædende fascistiske filosof og teoretiker. Han brugte udtrykket totalitario til at betegne strukturen og målsætningerne for den nye stat. Den nye stat skulle være den "totale repræsentation af nationen" (folket) og give "totale" svar på nationale mål. Han beskrev totalitarisme som et samfund, hvor ideologien for staten havde indflydelse, om ikke magt, over de fleste borgere. Ifølge Benito Mussolini politiserer dette system alt åndeligt og menneskeligt.

## Totalitære ideologier
I Norge har professor Øystein Sørensen forsøgt at udvide studiet af totalitarismen til at gælde "totalitære ideologier". Han giver følgende definition:
1. De mener at have fundet en opskrift på det fuldkomne samfund.
2. De forkaster det eksisterende samfund aggressivt og totalt.
3. De er revolutionære og vil have et rent og fuldstændigt brud med det bestående.
4. De er grundlæggende overbeviste om, at de har ret, og at de har fundet den eneste sandhed, og er dermed fundamentalt anti-pluralistiske.
5. Ideerne har ambitioner om at være altomfattende, de har løsninger på alle typer problemer og vil styre og kontrollere alle sider af menneskers liv. Politik og politiske ideer er ikke afgrænset til dele af samfundet eller menneskelivet.
6. I det mindste i den tidlige fase er indsigt i ideologien forbeholdt en udvalgt elite, mens andre anses for at leve i en falsk forestillingsverden.
7. De mener at have ret til at tage alle midler i brug for at nå sine mål, som er så store, at man ikke kan have moralske eller ideologiske begrænsninger for de virkemidler, som benyttes. Vold og terror er også gyldige virkemidler.
8. Alt og alle, som står i vejen for målet, er at betragte som fjender. Både tilhængere, de som nyder af det bestående samfund, og særlig ofte tilhængere af rivaliserende totalitære idéer.

Definitionen er blevet kritiseret for at være for vid. Ifølge kritikerne passer den for eksempel også "perfekt på de amerikanske grundlovsfædre", og et begreb, som favner så bredt, kan ikke regnes som noget anvendeligt analyseværktøj. Andre har peget på, at det er ret tvivlsomt om alle disse punkter kan anvendes på disse ideologier. Det hævdes, at for eksempel gik Marx - som regnes som den moderne kommunismes grundlægger - ind for både ytringsfrihed og demokratiske styreformer og mod "målet-helliger-midlerne"-tænkningen. Disse påstande fremføres for derved at forhindre, at kommunismen kan regnes som en totalitær ideologi. En udbredt kritik er, at totalitarismeforskningen generelt lider af svage metodekrav, som gør, at totalitarismebegrebet ikke er noget seriøst akademisk begreb, men et politisk værktøj for at angribe modstandere.

## Forskelle mellem autoritære og totalitære stater
Begrebet autoritær bruges om stater, hvor magthaverne, fx en "diktator", en komité eller militær junta, monopoliserer politisk magt. Begrebet "autoritær" henviser til styringsstrukturen snarere end samfundet. I et totalitært samfund strækker magthavernes magt sig længere, og totalitarisme kan siges at være en ekstrem form for autoritært styre. Totalitarisme kan dermed beskrives som et forsøg af en stat på at udøve total kontrol over befolkningen ved at integrere, manipulere, mobilisere og forføre dem i navnet til en ideologi. Det er dette aspekt, som adskiller det totalitære fra det autoritære; totalitære stater vil styre befolkningen, snarere end over det samfund, de besidder. Mens autoritære regimer nøjes med befolkningens lovlydighed, kræver totalitære styrer befolkningens aktive tilslutning til deres altomfattende mål.
Paul C. Sondrol ved University of Colorado at Colorado Springs har undersøgt karakteristiske træk ved autoritære og totalitære diktaturer og organiseret dem i følgende tabel:
|                         | Totalitær          | Autoritær         |
| ----------------------- | ------------------ | ----------------- |
| Karisma                 | Høj                | Lav               |
| Rolleforståelse         | Leder som funktion | Leder som individ |
| Begrænsninger af magten | Offentlig          | Privat            |
| Korruption              | Lav                | Høj               |
| Officiel ideologi       | Ja                 | Nej               |
| Begrænset pluralisme    | Nej                | Ja                |
| Legitimitet             | Ja                 | Nej               |

Sammenlignet med totalitære systemer giver autoritære regimer ofte større frihed til den private sfære, mangler en styrende ideologi, tolererer en vis grad af pluralisme, mangler magten til at mobilisere hele befolkningen til at gå ind for nationale mål og udøver magten indenfor rimelig forudsigelige grænser.
Hannah Arendt konkluderer i sin bog The origins of totalitarism (1951), at fascisme ikke kan regnes som totalitær men snarere som nationalistisk autoritær. Nazismen og kommunismen kunne derimod defineres som totalitære. Mussolinis styre havde måske totalitære ambitioner, men de italienske fascister formåede ikke at opnå et totalt styre. De formåede ikke at afskaffe eller undertvinge sig kongemagten, og retsvæsenet fortsatte mere eller mindre som før, og domstolene frikendte politiske fanger fængslet af den fascistiske stat.

## Oprindelse
Totalitære idéer og systemer baserer sig i større eller mindre grad på blandt andet følgende kendte idéstrømninger.
- Utopisme eller utopisk samfundsplanlægning, drejer sig om to ting: dels at formulere et givet politisk mål i form af en fuldkommen stat og dels at lade dette mål bestemme politiske handlinger. Et utopisk mål er givet og fastlagt, og alt af virkemidler man tager i brug må helt og holdent være tilpasset det.
- Milleniarisme drejer sig om ideer om at etablere et fuldkomment tusindårsrige – millennium på jorden. Oprindelige millenariske sekter så og ser frelsen som kollektiv (alle de troende som et kollektiv får del i den), jordisk (frelsen realiseres på jorden), umiddelbar (frelsen kommer snart), total (den vil forandre jorden gennemgribende og skabe et perfekt samfund), mirakuløs (den vil blive realiseret af en overnaturlig guddom).
- Politisk messianisme gælder det at postulere et forhåndsbestemt, harmonisk og fuldkomment mål som mennesker uimodståelig bliver drevet imod og som de er nødt til at nå, en "almenvilje" som er hævet over enkeltmennesket. At regere i overensstemmelse med den såkaldte almenvilje opfattes som en højere form for demokrati, et sandere og mere egentlig demokrati end det at tælle stemmer og den slags.
- Romantiske impulser ligger ofte bag den totalitære tænkning: forestillingen om at man må gå bagud i historien for at hente frem elementer fra en gammel og glemt guldalder og disse lade danne grundlaget for det fremtidige idealsamfund, vel at mærke i en ny form. Det eksisterende anses for forældet og dekadent og må erstattes af noget ungt, friskt og autentisk, en drøm om noget ægte og rent.

## Eksempler på brug af begrebet
En af de første, som brugte udtrykket "totalitarisme", var den østrigske forfatter Franz Borkenau i bogen The Communist International fra 1938, hvor han skrev, at det forenede mere end det adskilte de sovjetiske og tyske diktaturer. Isabel Paterson brugte begrebet i bogen The God of the Machine (1943) for at betegne Sovjetunionen og Nazi-Tyskland.
Under en forelæsningsserie i 1945, med titlen The Soviet Impact on the Western World (udgivet som bog i 1946), hævdede den pro-sovjetiske britiske historiker E.H. Carr, at "trenden bort fra individualisme og i retning af totalitarisme sker alle steder" og at marxismen-leninismen er den mest vellykkede form for totalitarisme, som demonstreret av den industrielle vækst i Sovjetunionen og Den røde hærs rolle i sejren over Tyskland. Kun den "blinde og uhelbredelige" kunne ignorere trenden i retning af totalitarisme, hævdede Carr.
Karl R. Popper formulerede i The Open Society and Its Enemies (1945) og The Poverty of Historicism (1961) en indflydelsesrig kritik af totalitarismen; i begge bøger sammenlignede han det liberale demokratis "åbne samfund" med totalitarismen, og argumenteredde for, at totalitarismen bygger på en forestilling om, at historien bevæger sig mod en uforanderlig fremtid i overensstemmelse med forudsigelige love.
I The Origins of Totalitarianism argumenterede Hannah Arendt for, at nationalsocialistiske og kommunistiske regimer var nye former for styremåder og ikke blot opdaterede versioner af gamle tyranier. Ifølge Arendt er ideologien kilden til de totalitære regimers brede appel, fordi den giver et enkelt, "trøstende" svar på mysterier i fortiden, nutiden og fremtiden. For nationalsocialismen er, ifølge Arendt, al historie historien om kamp mellem ulige "racer", for marxismen er al historie historien om kamp mellem ulige "klasser". Så snart, en sådan præmis er accepteret, vil alle statens handlinger kunne retfærdiggøres ved at appellere til naturen eller historiens lov.
Forskere som Lawrence Aronsen, Richard Pipes, Leopold Labedz, Franz Borkenau, Walter Laqueur, Karl R. Popper, Eckhard Jesse, Leonard Schapiro, Adam Ulam, Raymond Aron, Claude Lefort, Richard Löwenthal, Hannah Arendt, Robert Conquest, Karl Dietrich Bracher, Carl Joachim Friedrich og Juan Linz beskriver totalitarismen på lidt forskellige måder. De mener imidlertid alle, at totalitarismen forsøger at mobilisere hele befolkninger til støtte for en officiel statslig ideologi og er intolerant over for aktiviteter, som ikke styres i retning af statens mål, fx gennem undertrykkelse eller statslig kontrol over næringsliv, fagforeninger, religion eller politiske partier.

## Forskning på totalitarismen under den kolde krig
Statsforskerne Carl Friedrich og Zbigniew Brzezinski havde stor betydning for udbredelsen af totalitarisme-begrebet og tilhørende teorikompleks i samfundsvidenskabelig forskning og definerede det som et paradigme for kommunistiske og fascistiske regimer. For Friedrich og Brzezinski måtte de definerende elementer forstås som en gensidig støttende, organisk enhed, og bestod af: 
1. en udførlig ledende ideologi,
2. et enkelt masseparti, som regel ledet af en diktator,
3. statslig terror sat i system,
4. monopol på all kommunikation og fysisk magtbrug,
5. centralstyring og kontrol over økonomien gennem planøkonomi.

Friedrich har senere tilføjet, at det ikke er nødvendigt, at det er et parti, som styrer, eftersom det i princippet kan være en hvilken som helst elite, som styrer. Ud fra denne totalitarismeteori var det først og fremmest Nazi-Tyskland og Stalins Sovjetunion som opfyldte definitionen (hvilket måske netop var tilsigtet). Sådanne regimer havde deres rødder i kaosset efter 1. verdenskrig, da moderne våben og kommunikationsmidler gjorde det muligt for totalitære regimer at befæste magten.
En anden totalitarismeteori blev udviklet af sociologen Raymond Aron, og han lægger vægt på, at totalitære bevægelser må have et monopolistisk parti, en ideologi som er statens officielle sandhed, et monopol på alle midler for tvang og overtagelse, de fleste økonomiske og arbejdsrelaterede virksomheder må være underlagt eller en del staten, samt en politisering af alle typer forbrydelser. Denne definition varierer ikke meget fra Friedrichs og Brzezinskis definition, men det er vigtigt at bemærke, at Raymond Aron var liberalist og levede også gennem den kolde krig, og teorien kan derfor også være påvirket af hans politiske tilhørsforhold. Det samme kan siges om Brzezinski og Friedrich, da de kan være farvede af deres egen tids anti-kommunistiske propaganda. Begge teorier ved Aron og Brzezinski og Friedrich kan virke som værende skabt med formål at tilpasse dem til de nye regimer efter krigen, som Nazi-Tyskland og ikke mindst Stalins Sovjet, derfor må disse teorier ses i lyset af en politisk kontekst. Argumenterne i begge teorier kan dermed karakteriseres som værende cirkulære, det vil sige, at de i udgangspunktet forudsætter det, man skulle forsøge at vise.